# 안테이사인트안드레

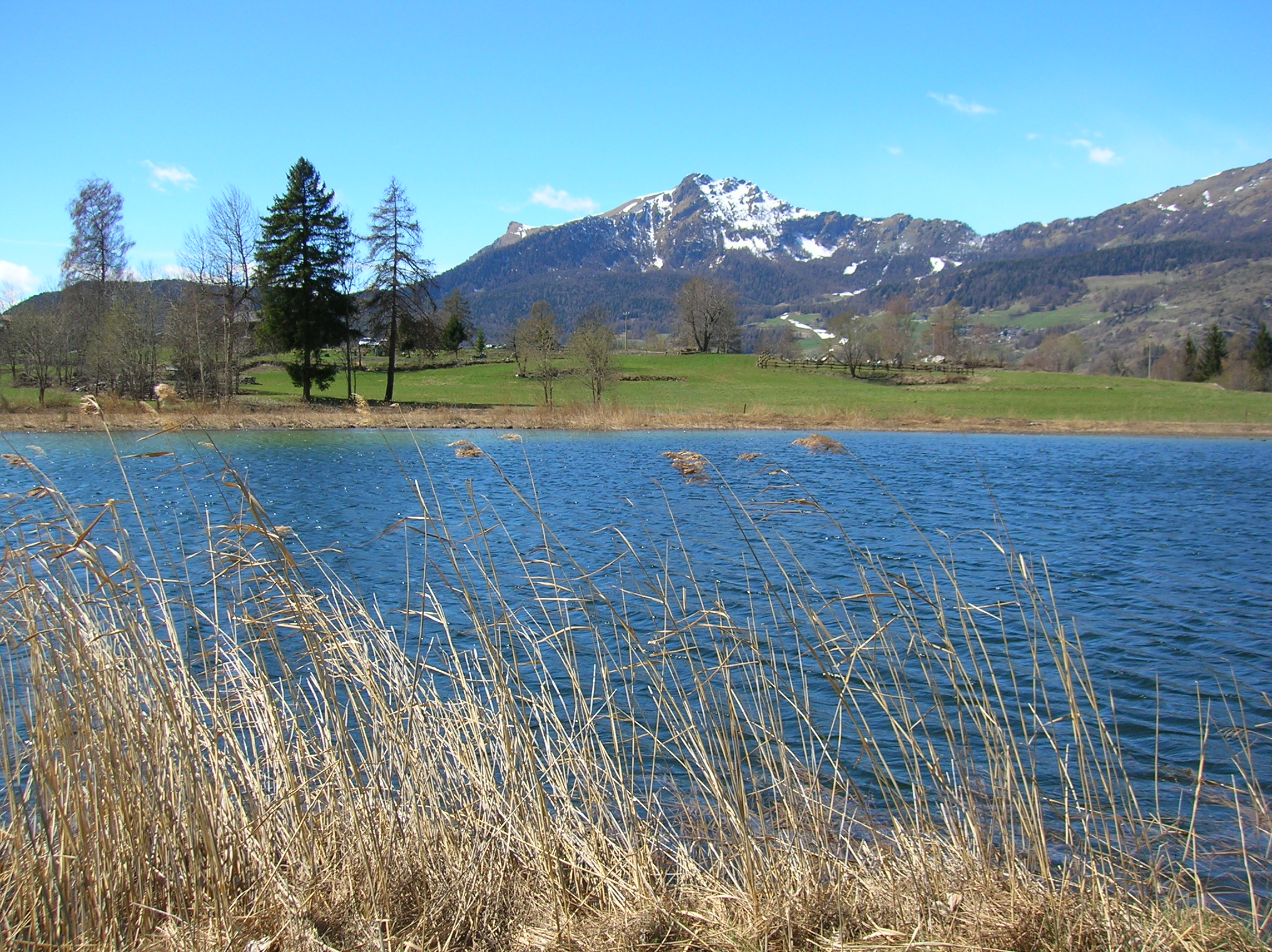
로드 호수

안테이사인트안드레(Antey-Saint-André, fr; 발도탱 방언: Antèy)는 이탈리아 북서부 발레다오스타주 지역의 코무네이다.

## 프라치오네
프라치오네(현지에서는 프랑스어로 공식적으로 아모라고 불림)는 아부, 레자외, 반데레트, 르부르, 뷔송, 세리앙, 셰이앙, 샴페인, 레셴, 레셰소드-데수, 레셰소드-데쉬, 셰신, 코발루, 에페이옹, 피에르나, 파일리, 레그랑물랭, 에랭, 리에스, 릴라스, 릴라스-드-셰신, 로드, 메리우, 나빌로드, 누상, 누아르사즈, 파라프로미아, 프티앙테이, 리바스-비에유-데수, 리바스-비에유-데쉬, 루베르, 수네르, 빌레타즈이다.

## 자매 도시
안테이사인트안드레는 다음 도시와 자매결연을 맺었다.
- 산탄드레아 아포스톨로 델로 이오니오, 이탈리아
- 모르나크쉬르쇠드, 프랑스
- 레마트, 프랑스